# Đêm trắng
Đêm trắng hay bạch dạ là những ngày với khoảng thời gian ban đêm (tại địa phương) có độ chiếu sáng tự nhiên không quá thấp cho dù Mặt Trời đã lặn xuống dưới đường chân trời, nghĩa là khoảng thời gian ban đêm chỉ có thể coi như là bao gồm mỗi hiện tượng chạng vạng (hoàng hôn hay rạng đông). Tại các vĩ độ gần với các vòng cực (bao gồm vòng Bắc cực và vòng Nam cực) và ở phía ngoài của nó người ta quan sát được hiện tượng này gần sát với thời điểm hạ chí tại mỗi bán cầu.

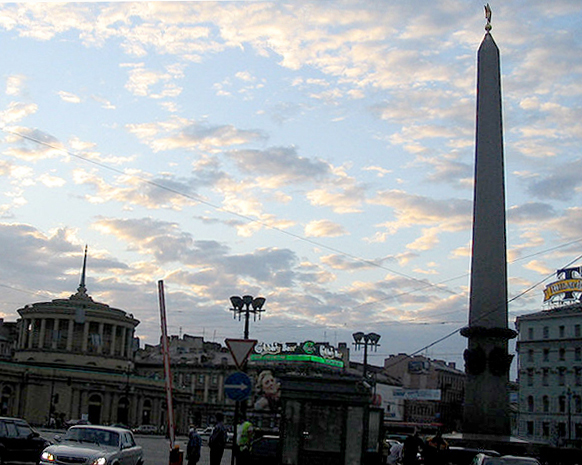
Đêm trắng tại Saint Peterburg lúc 23 giờ 00 phút (giờ địa phương) ngày 28 tháng 6 năm 2006.

## Các điểm thấy đêm trắng
Sự xác định các đêm trắng phụ thuộc vào định nghĩa về chạng vạng. Nếu coi chạng vạng như là chạng vạng dân dụng, thì các đêm trắng chỉ có thể quan sát được tại các vĩ độ không thấp hơn 60°, mặc dù người ta vẫn nói tới đêm trắng tại các vĩ độ thấp hơn thế một chút; tuy rằng định nghĩa chung được đồng thuận là hoàn toàn không có. Tại các vĩ độ cao hơn vòng cực, đêm trắng có thể quan sát thấy trong khoảng thời gian từ 1-2 tuần trước và sau hiện tượng ban ngày vùng cực. Ở những nơi có đêm trắng nhưng không có ban ngày vùng cực thì hiện tượng đêm trắng xuất hiện gần với thời điểm hạ chí, trong đó nếu địa điểm càng gần với vòng cực bao nhiêu thì số lượng ngày có đêm trắng lại càng tăng lên với độ chiếu sáng cao nhất diễn ra trong đêm của ngày hạ chí.

## Tại Nga
Tại một số vùng của Nga, các đêm trắng có một ý nghĩa văn hóa quan trọng. Các thành phố của Nga đáng chú ý nhất về quan sát đêm trắng là Sankt Peterburg, Arkhangelsk, Severodvinsk, Naryan Mar, Murmansk. Các thành phố này được liệt kê theo trật tự từ các thành phố có ít số đêm trắng nhất (và tối nhất) tới các thành phố có số đêm trắng nhiều nhất (và sáng nhất).

### Đêm trắng tại Sankt Peterburg
Tại Sankt Peterburg, các đêm trắng được coi là kéo dài từ ngày 11 tháng 6 tới ngày 2 tháng 7 mỗi năm; trong khi khoảng thời gian với bầu trời ban đêm khá sáng kéo dài từ cuối tháng 5 cho tới cuối tháng 7.
Các đêm trắng là biểu tượng đặc sắc của Sankt Peterburg. Người ta tạo ra một loạt lễ hội gần với khoảng thời gian này với người dân đi dạo trong đêm, chẳng hạn như lễ hội những cánh buồm đỏ thắm (Алые паруса). Hình ảnh các "đêm trắng" cũng được sử dụng rộng rãi trong nghệ thuật và văn chương. Chẳng hạn như Afanasy Fet đã viết về chúng trong bài thơ Ответ Тургеневу (Trả lời Turgenev) năm 1856.